# 12:01 PM
12:01 PM è un cortometraggio statunitense del 1990 diretto da Jonathan Heap.
Si tratta di un adattamento del racconto 12:01 P.M. pubblicato nel 1973 da Richard A. Lupoff sulla rivista The Magazine of Fantasy and Science Fiction.
Il corto ha ricevuto la candidatura per l'Oscar al miglior cortometraggio nel 1991.